# Det där som nästan kväver dig

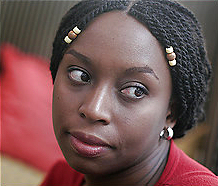
Chimamanda Adichie.

Det där som nästan kväver dig (The Thing Around Your Neck ) är en novellsamling av den nigerianska författaren Chimamanda Ngozi Adichie. Den utgavs 2009 av förlaget Fourth Estate i England och av Knopf i USA. 2011 utgavs den i Sverige av Bonniers förlag, då översatt av Ragnar Strömberg. En av de tolv novellerna i novellsamlingen bär novellsamlingens titel.